# Palazzo Gilardoni
Palazzo Gilardoni è l'edificio che attualmente ospita la sede del Comune di Busto Arsizio.

## Storia
Fu costruito, appena fuori dai limiti del vecchio borgo, per volere dei canonici Benedetto Landriani e Biagio Bellotti che vollero realizzare un collegio da intitolare a san Giuseppe lasciando in eredità, coi loro testamenti rispettivamente del 1729 e del 1784, cospicue somme di denaro alla confraternita religiosa chiamata "Scuola dei Poveri". La prima pietra fu posata dal conte Carlo Marliani nel 1730. Nel 1739 i padri Oblati poterono iniziare la loro residenza all'interno del palazzo, che durò fino al 1750.

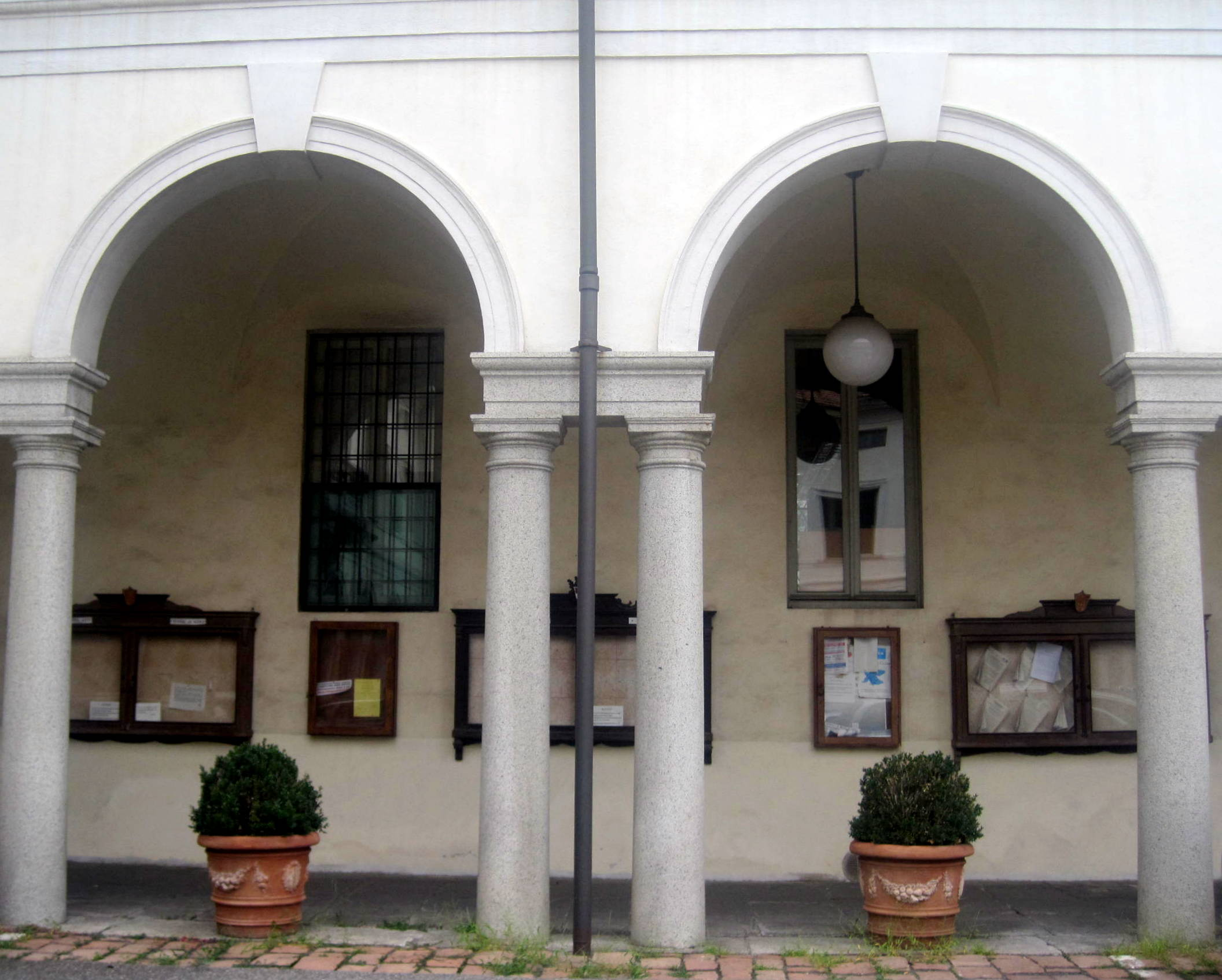
Il porticato interno

Nel 1755 si optò per la trasformazione dell'edificio nel primo ospedale della città di Busto Arsizio. Di questa trasformazione fu incaricato nel 1824 l'architetto Pietro Gilardoni, allievo dell'architetto austriaco Leopoldo Pollak (autore della Villa Reale di Milano), che diede all'edificio un'impronta neoclassica.
Nel 1875 l'edificio fu ampliato ad opera dell'architetto Carlo Maciachini; seguirono poi altri interventi trasformativi e ampliamenti, in particolare nel 1903. Nel 1905 si diede inizio alla costruzione del nuovo ospedale, su un ampio terreno a nord della città e nel 1915, con il sindaco Carlo Azimonti, il palazzo fu acquistato dal Comune di Busto Arsizio, e durante la Grande Guerra continuò a servire da ospedale. Solo nel 1922 vi fu l'insediamento degli uffici comunali.
Negli anni cinquanta - sessanta furono rimosse le controsoffittature in cartongesso e si riportò alla luce la volta che sormonta quella che fu la Sala della Consulta e che oggi ospita l'ufficio del sindaco.
I più recenti restauri, conclusi nel 2010, hanno ripristinato l'originale aspetto dell'ala istituzionale (risalente agli anni 1930 e realizzata su progetto di Franco Poggi, capo dell'ufficio tecnico comunale) cercando di rispettare quanto più possibile la struttura precedente.

## Opere
A palazzo Gilardoni sono custodite diverse opere provenienti dalle civiche raccolte d'arte, tra cui Il sogno di una madre (opera del pittore Emilio Magistretti) e Paesaggio con architetture (opera del pittore Innocente Salvini).